# وینیگرت
وینیگرت (انگلیسی: Vinaigrette) (‎/ˌvɪnɪˈɡrɛt/‎ VIN-ih-GRET, فرانسوی: [vinɛɡʁɛt] ()) از مخلوط کردن روغن با اسید ملایم مانند سرکه یا آبلیمو (سیتریک اسید) به دست می‌آید. مخلوط را می‌توان با نمک، گیاهان یا ادویه‌ها تقویت کرد. وینیگرت بیشتر به عنوان سس سالاد استفاده می‌شود، اما می‌تواند به عنوان سس ترچاشنی نیز استفاده شود. به‌طور سنتی، وینگرت شامل ۳ قسمت روغن و ۱ قسمت سرکه است که در یک امولسیون پایدار مخلوط می‌شوند، اما این اصطلاح به مخلوط‌هایی با نسبت‌های مختلف و امولسیون‌های ناپایدار نیز گفته می‌شود که قبل از جدا شدن به فازهای روغنی و سرکه‌ای فقط مدت کوتاهی دوام می‌آورند.